# Nhóm methin
Methin (methine) là nhóm chức CH hóa trị 3, dẫn xuất từ methan. Nhóm methin (=CH-) gồm một nguyên tử cacbon gắn với 1 liên kết đôi và 2 liên kết đơn,  trong đó có một liên kết đơn gắn hiđrô.
Đôi khi methin cũng được dùng không theo danh pháp IUPAC để chỉ một cacbon gắn với 4 liên kết đơn, trong đó một liên kết nối với hiđrô.